# Grassendorf
Grassendorf (Elsässisch: Gràssedorf) ist ein ehemaliges Reichsdorf und eine französische Gemeinde mit 255 Einwohnern (Stand 1. Januar 2021) im Département Bas-Rhin in der Region Grand Est (bis 2015 Elsass). Am 1. Januar 2015 wechselte die Gemeinde vom Arrondissement Strasbourg-Campagne zum Arrondissement Saverne. Sie ist ein Mitglied der Communauté de communes du Pays de la Zorn – benannt nach dem Fluss Zorn. Im örtlichen deutschen Dialekt werden die Einwohner Welschguller genannt.

## Geschichte
Grassendorf war ein Reichsdorf.

## Bevölkerungsentwicklung
| Jahr      | 1962 | 1968 | 1975 | 1982 | 1990 | 1999 | 2007 | 2012 | 2014 |
| --------- | ---- | ---- | ---- | ---- | ---- | ---- | ---- | ---- | ---- |
| Einwohner | 197  | 203  | 201  | 183  | 195  | 189  | 179  | 219  | 231  |